# Стешенко, Александр Николаевич
Александр Николаевич Стешенко (укр. Олександр Миколайович Стешенко; род. 3 мая 1952, Сватово, Луганская область) — украинский политик. Народный депутат Украины. Член партии «Батькивщина».

## Образование
В 1980 году заочно окончил факультет механизации сельского хозяйства Ворошиловградского сельскохозяйственного института по специальности инженер-механик. Также окончил Высшую партийную школу при ЦК КПУ и Национальную юридическую академию Украины имени Ярослава Мудрого.

## Карьера
- 1969 — ученик слесаря Сватовского маслоэкстракционного завода.
- 1970—1972 — служба в армии.
- С 1972 года — шофёр, слесарь Сватовского райбыткомбината, инженер-электрик Сватовского районного управления сельского хозяйства, главный механик Сватовской межхозяйственной дорожно-строительной организации, инструктор Сватовского районного комитета КПУ.
- 1983—1986 — председатель правления колхоза «Красная звезда» Сватовского района.
- С 1986 года — слушатель Высшей партийной школы при ЦК КПУ.
- С марта 1987 года — заведующий орготдела Сватовского районного комитета КПУ.
- С июля 1987 года — председатель исполкома Сватовского райсовета народных депутатов.
- С декабря 1989 года — первый секретарь Троицкого районного комитета КПУ, с мая 1990 — председатель Троицкого райсовета народных депутатов, с 1991 года также и райисполкома.
- Апрель 1992 — январь 1993 — Представитель Президента Украины в Троицком районе[3][4].
- С февраля 1993 года — председатель Троицкого райсовета народных депутатов.
- С июня 2006 года — руководитель секретариата фракции «Блок Юлии Тимошенко» в Верховной Раде Украины[2].

Был Временным Поверенным в делах Украины в Республике Узбекистан, советником МИД Украины.

## Семья
Украинец. Женат, имеет дочь.

## Парламентская деятельность
Народный депутат Украины I созыва с 25 января 1993 по 10 мая 1994 года по Сватовскому избирательному округу № 71 Луганской области. На время выборов: Представитель Президента Украины в Троицком районе. Член Комиссии по вопросам АПК.
Народный депутат Украины 2-го созыва с 11 мая 1994 по 12 мая 1998 года по Сватовскому избирательному округу № 256 Луганской области, выдвинут КПУ. На время выборов: председатель Троицкого райсовета, член КПУ. Член МДГ (до этого — фракции коммунистов). Председатель Комитета по вопросам государственного строительства, деятельности советов и самоуправления.
Народный депутат Украины 6-го созыва с 3 июня 2008 от «Блока Юлии Тимошенко», № 167 в списке. На время выборов: заведующий секретариата фракции «Блок Юлии Тимошенко» в Верховной Раде Украины, член партии ВО «Батькивщина». Член фракции «Блок Юлии Тимошенко» (с 3 июня 2008). Член Комитета по иностранным делам (с 5 июня 2008).

## Награды
Орден «За заслуги» III степени (июнь 1997).